# Riserva naturale integrale Grotta di Sant'Angelo Muxaro
La Riserva naturale integrale Grotta di Sant'Angelo Muxaro è un'area naturale protetta della Sicilia.

## Territorio
La riserva ricade nel territorio del comune di Sant'Angelo Muxaro (provincia di Agrigento).
Il paesaggio è dominato dall'affioramento di argille e gessi ed è interessato da intenso fenomeno carsico con valli cieche, pozzi carsici e doline. L'area è intensamente coltivata a cereali. Intorno alla grotta sono coltivati anche mandorli e pistacchi.
La grotta è un grande antro-inghiottitoio che si apre alla base del rilievo di gessi selenitici del Messiniano (Miocene sup.) su cui si è sviluppato l'abitato di Sant'Angelo Muxaro. È meglio conosciuta localmente come Grotta (delle) Ciavule per via della cospicua colonia di taccole che ne frequentano l'antro. Il termine ciàula in siciliano indica più di una specie di corvide. L'antro, dal punto di vista geomorfologico, è un inghiottitoio fossile perché adesso l'acqua si ingrotta ad un livello più basso a causa dell'approfondimento del sistema carsico. Dall'antro si può accedere alla parte attiva della grotta che ha uno sviluppo orizzontale di poco più di un chilometro e termina con un sifone inaccessibile.

## Flora
Parte della volta dell'antro è crollata e la luce consente la crescita di vegetazione ripariale anche all'interno dell'antro. Le pareti umide sono ricoperte stagionalmente di alghe, epatiche e muschi. Gli affioramenti di gesso della parte esterna della riserva sono ricoperti da una tipica vegetazione di ambiente arido e rupestre con praticelli effimeri di Sedum caeruleum e cespugli di Euphorbia dendroides. Incrostano i gessi anche caratteristici licheni, molto appariscenti quelli di colore arancione.

## Fauna
L'antro è frequentato da una colonia numerosa di taccole (Coloeus monedula) e da piccioni. la macchia nei pressi dell'antro è habitat del ramarro (Lacerta viridis). La grotta ospita anche una colonia di chirotteri (pipistrelli).